# Vrij Technisch Instituut Brugge
Het Vrij Technisch Instituut (VTI) Brugge is een school in de Belgische stad Brugge. De school vindt zijn oorsprong in de Vrije Beroepsschool, een avondschool die in 1908 werd opgericht in het centrum van Brugge. In 1932 verhuisde de school naar de Boeveriestraat, aan de rand van de binnenstad. In januari 2022 verhuisde ze opnieuw naar een nieuw schoolgebouw in de Vaartdijkstraat 3 in Brugge. Daarnaast heeft de school ook nog vestigingen in de Zandstraat en de Lieven Bauwensstraat. Het VTI Brugge werd een onderdeel van SKOBO en scholengemeenschap Sint-Leonardus.

## Geschiedenis

### ZondagsschoolDe Area

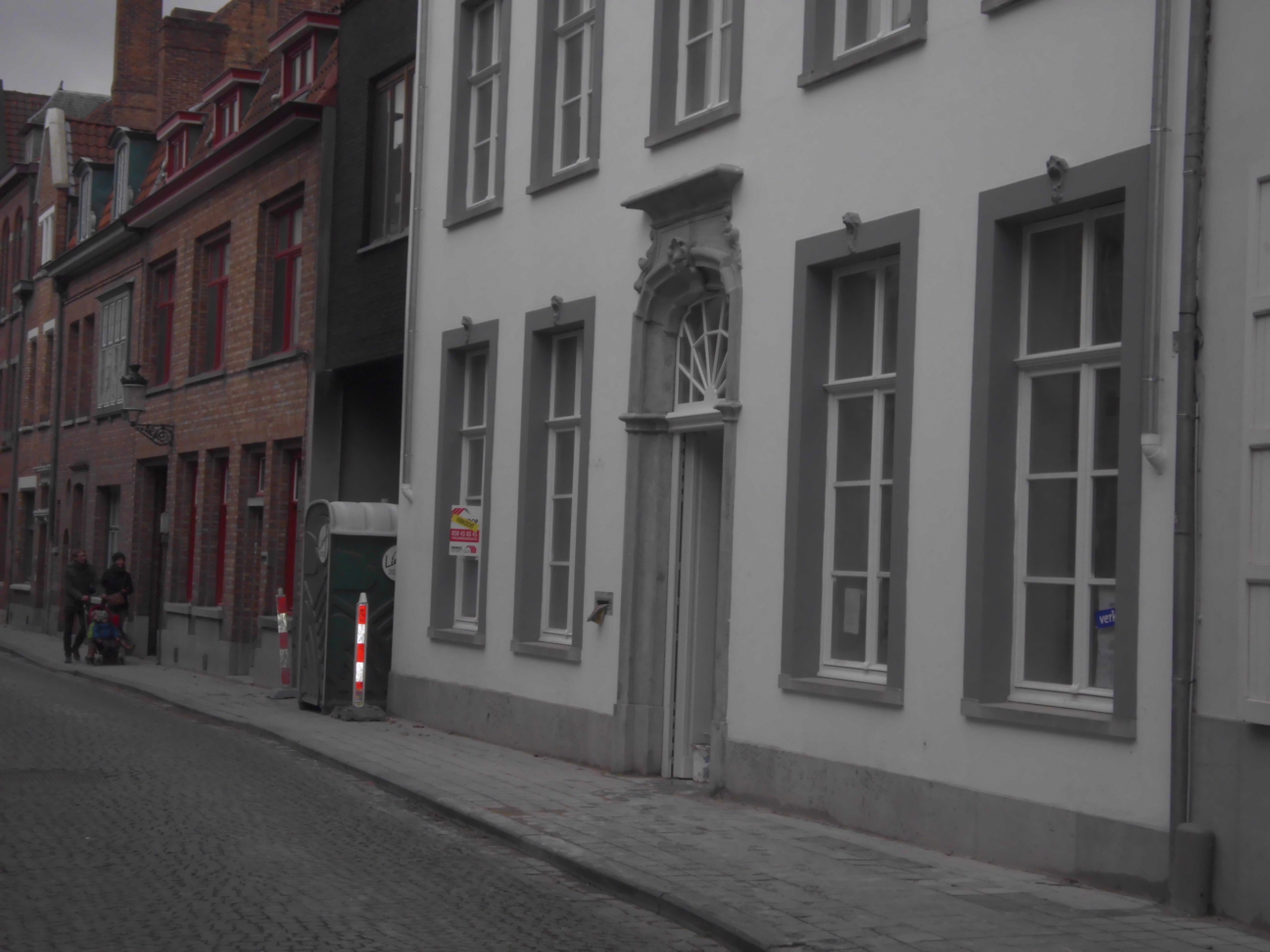
Nieuwe Gentweg 47, Brugge. Vroegere Mariaschool, weeshuis van de Zusters Maricolen, later onderdeel van de Avondschool.

Reeds onder het ancien régime bestonden er te Brugge zondagsscholen, waar elementair onderwijs verstrekt werd aan kinderen die geen gelegenheid hadden om op werkdagen school te lopen. Een van de laatste was ondergebracht in de leegstaande gebouwen van het college van de Engelse jezuïeten langs de Spiegelrei. Tijdens de Franse Revolutie verdwenen alle zondagsscholen.
In het begin van de negentiende eeuw werden de zondagsscholen op verschillende plaatsen heropgericht. In 1807 kocht priester Charles de Schietere de Caprycke (1762-1815) een terrein langs de Nieuwe Gentweg en liet er een nieuwe school oprichten. Deze school kreeg de naam De Area, een herinnering aan de binnenkoer in de vroegere jezuïetenschool. In het Brugse dialect werd deze naam vervormd tot De Noria. Tegen het einde van de eeuw ontstond binnen de zondagsschool ook een adultenschool, waar kinderen ouder dan 12 jaar een bijkomende, ook technische, opleiding kregen.
Door de oprichting van lagere scholen en de invoering van de leerplicht verminderde de belangstelling voor de zondagsschool in het begin van de twintigste eeuw.

### Een avondschool in Groeninge

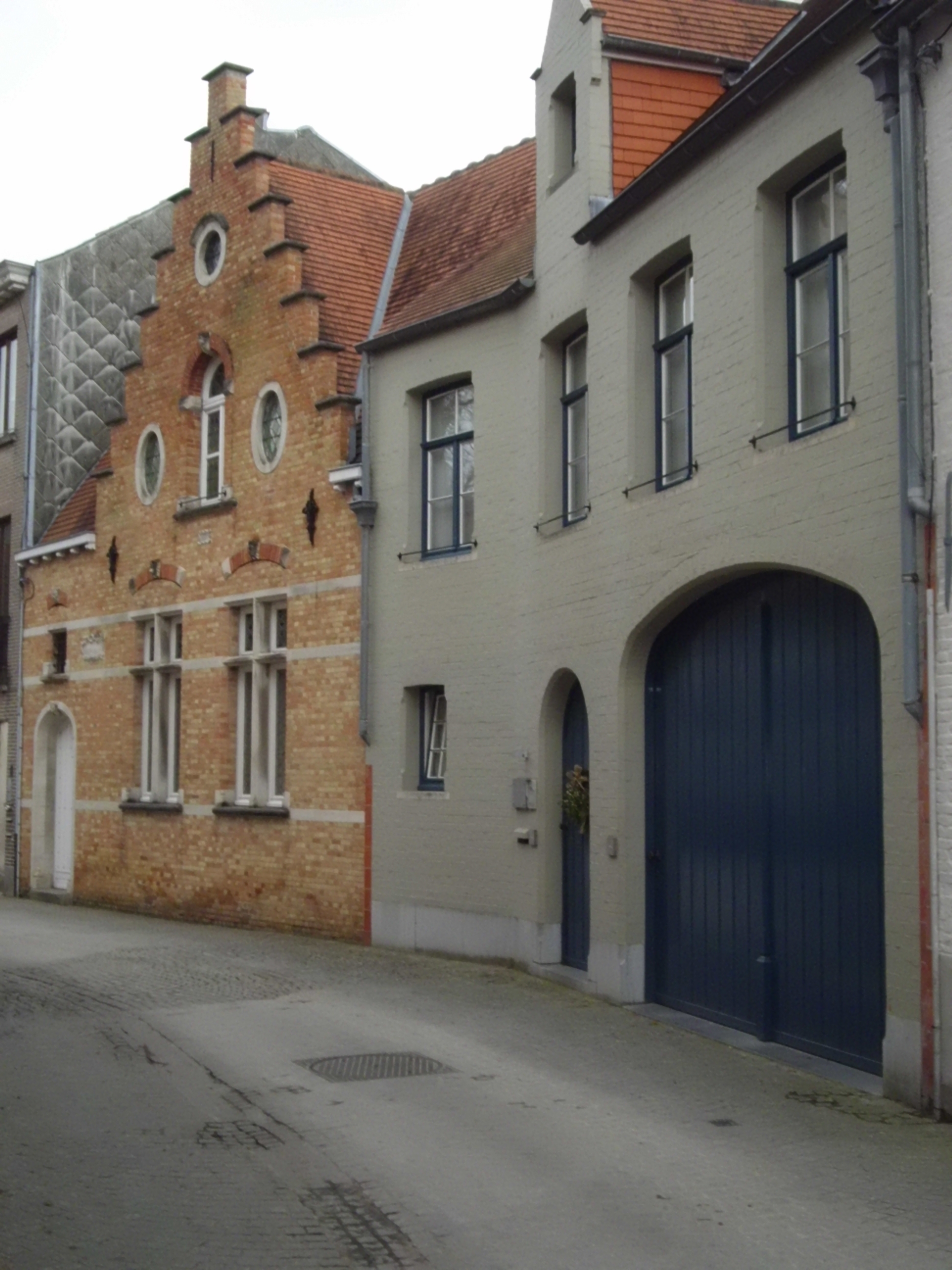
Links Groeninge 53 - Katholieke Volksbibliotheek; rechts Groeninge 55 - vermoedelijk de ingang van de avondschool.

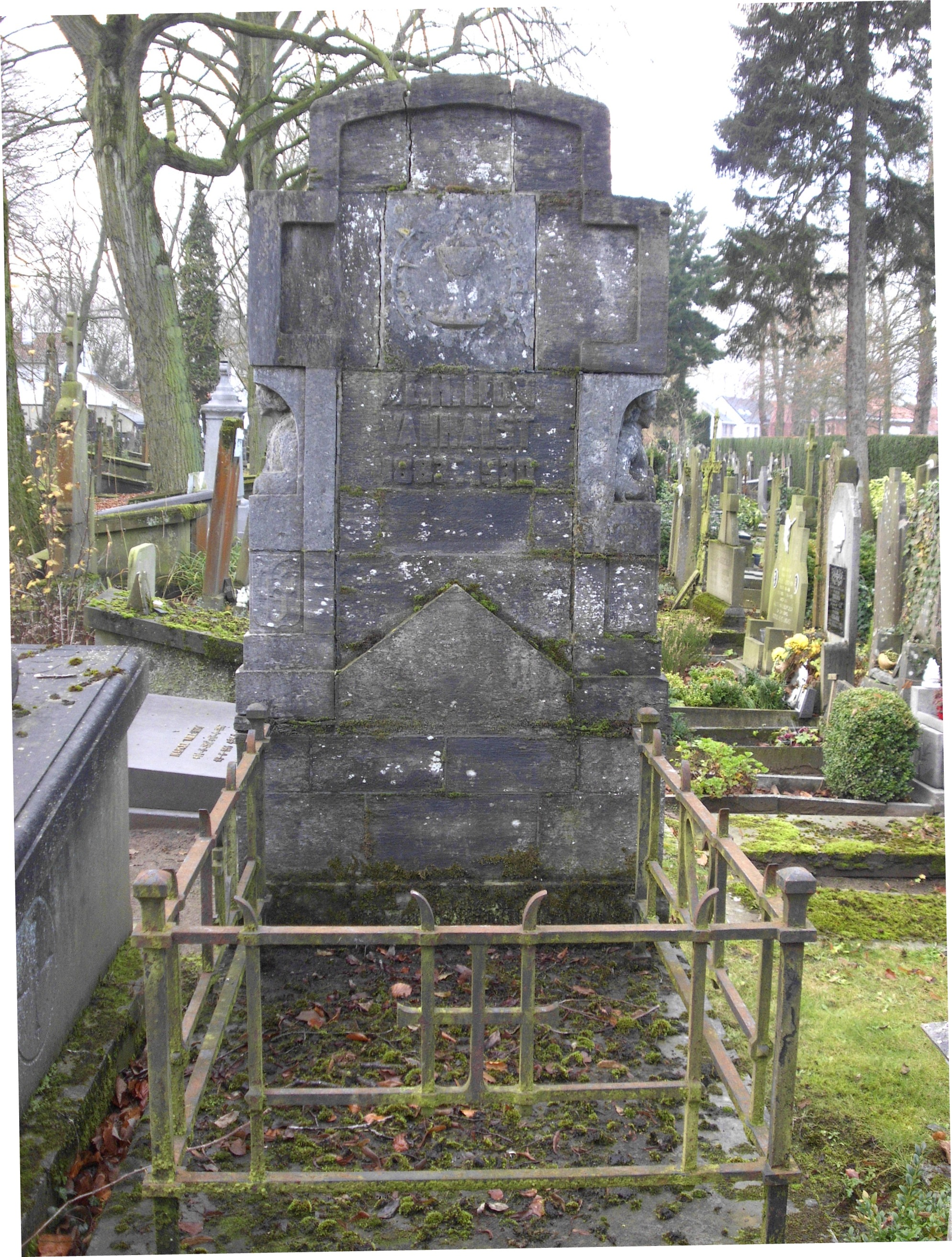
Leo Vanhalst: Grafsteen op de Centrale Begraafplaats te Steenbrugge (vak 12, naast het graf van Guido Gezelle)

In juli 1904 werd Achiel Lauwers (1864-1910) onderpastoor op de Onze-Lieve-Vrouweparochie en proost van de Gilde van Ambachten en Neringen. Voordien was hij leraar aan het Klein Seminarie te Roeselare, waar hij sedert 1897 les gaf aan metaalbewerkers. Hij had plannen om in deze stad een volwaardige vakschool op te richten. Iets gelijkaardigs wilde hij ook in Brugge realiseren, maar hij vond niet meteen steun.
Dit veranderde toen een van zijn oud-leerlingen uit Roeselare, Achiel Logghe (1878-1965), onderpastoor werd op de aanpalende Sint-Salvatorsparochie. Samen konden ze de middelen verzamelen om in ongebruikte ruimtes van de zondagsschool en in nieuwgebouwde werkplaatsen, met uitgang in Groeninge, een avondschool op te richten. Eind 1908 opende de Vrije Beroepsschool de deuren, met als bestuurder Achiel Lauwers. Na diens plotse overlijden op 28 december 1910, werd Achiel Logghe directeur. In de periode 1908-1918 waren er gemiddeld een honderdtal leerlingen.

### Dag- en avondschool vanaf 1919
Na de Eerste Wereldoorlog werden de gebouwen van de Area en de aanpalende Mariaschool aangekocht en geïntegreerd in de Vrije Beroepsschool, waardoor er ruimte bij kwam voor dagonderwijs.
In 1919 werd de leiding van de school overgenomen door Leo Vanhalst (1883-1930), voordien leraar aan het college van Tielt. Het aantal leerlingen (dag- en avondschool samen) steeg tot ongeveer 500. Aangezien op het bestaande terrein geen uitbreiding meer mogelijk was, werd uitgekeken naar een plaats waar een volledig nieuwe school zou kunnen opgericht worden. Deze werd gevonden toen de Broeders van Liefde de psychiatrische instelling Sint-Juliaansgasthuis in de Boeveriestraat overbrachten naar Beernem. De verhuizing naar de nieuwe gebouwen in de Boeveriestraat in oktober 1932 heeft Leo Vanhalst niet meer meegemaakt; hij was onverwacht overleden op 27 juli 1930.
De voormalige Mariaschool (nu Nieuwe Gentweg 47) werd verkocht aan de Kristelijke Compensatiekas, werd later gebruikt door het Koninklijk Technisch Atheneum en later verbouwd tot appartementen. De overige gebouwen langs de Nieuwe Gentweg, links van de Mariaschool, werden gesloopt en vervangen door nieuwbouwwoningen. Alleen de werkplaats achter de huizen Groeninge 53-55 bleven bestaan.

### Normaalleergangen
Directeur Vanhalst hechtte groot belang aan de kwaliteit van de leerkrachten. Daarom organiseerde hij een wekelijke pedagogische cursus. Die leidde in 1923 tot door de staat erkende normaalcursussen, die gegeven werden tijdens de weekends.

## Autonome school in de Boeveriestraat vanaf 1938
Door de oprichting van de vzw Vrije Beroepsschool van Brugge op 29 december 1938 werd de school zelfstandig. Voordien ressorteerde de school onder de Christelijke Sociale Werken ("De Gilde").

## Oudleerlingenbond en tijdschrift
De oudleerlingenbond van het VTI Brugge werd opgericht in 1924. Deze verzorgde vanaf 1928 de uitgave van De Technische Weergalm, oorspronkelijk een driemaandelijks tijdschrift en vanaf 1980 een jaarboek. De uitgave werd in 1995 stopgezet. 